# Steinbach (Lebach)
Steinbach ist ein Stadtteil von Lebach im Landkreis Saarlouis im Saarland. Bis Ende 1973 war Steinbach eine eigenständige Gemeinde.

## Geografie

### Lage
Steinbach liegt im Saar-Nahe-Bergland etwa 10 km von der geografischen Mitte des Saarlandes entfernt. Die auch zum Naturpark Saar-Hunsrück gehörende flachwellige Landschaft in der Steinbach liegt, ist umgeben von Bergen, die zu den höchsten im Saarland gehören. Dazu zählt u. a. der nordöstlich gelegene 569 Meter hohe Schaumberg.
Steinbach grenzt im Osten an die Gemarkung Tholey, im Norden an Dörsdorf, im Westen an Gresaubach und im Süden an Thalexweiler.

## Geschichte
Erste Siedlungsspuren im Steinbacher Bann belegten archäologische Funde. So fand man u. a. Bronzeringe, Steinbeile, Gräber aus der Latènezeit (5.–1. Jahrhundert v. Chr.), sowie Münzen.
Das heutige Steinbach entstand ursprünglich zwischen dem 9. und 13. Jahrhundert aus den zwei Dörfern Ober- und Niedersteinbach. Steynback inferior und Steynback superior gehörten bereits um das Jahr 1000, zusammen mit Dessdorf (Dörsdorf) und Aspach (Aschbach), zur Pfarrei Echeswyler (Thalexweiler). Politisch gehörte die Pfarrei zum Herzogtum Lothringen im Oberamt Schaumburg. Die Zugehörigkeit zu Lothringen dauerte bis zur Französischen Revolution an. In dieser Zeit fand auch der Zusammenschluss der beiden Dörfer Ober- und Niedersteinbach zu einer Gemeinde statt, die im Jahr 1789 von 49 Familien bewohnt wurde und 244 Einwohner hatte. Sie war bis 1814 dem Kanton Tholey zugeordnet, im Département Moselle.
An einigen Stellen im Gemeindegebiet wurde früher nach Eisenerz gegraben, das in Bettingen (heute Schmelz) weiterverarbeitet wurde. Geologisch gehörten die Erzgruben von Steinbach zum Südflügel der sogenannten Rotliegenden Mulde.
Im Rahmen der saarländischen Gebiets- und Verwaltungsreform wurde die bis dahin eigenständige Gemeinde Steinbach über Lebach, die dem Landkreis Ottweiler angehörte, der Gemeinde Lebach zugeordnet.

## Religion
Die Katholiken von Steinbach gehören zur Pfarrgemeinde Steinbach-Dörsdorf im Dekanat Dillingen des Bistums Trier. Für die Protestanten ist die Kirchengemeinde Lebach-Schmelz im Kirchenkreis Saar-West der Evangelischen Kirche im Rheinland zuständig.

## Politik
Die Sitzverteilung im Ortsrat nach der Kommunalwahl vom 9. Juni 2024 lautet wie folgt:
- SPD (65,14 %): 5 Sitze
- CDU (34,86 %): 2 Sitze

(Stand: Juni 2024)
Ortsvorsteher ist Jörg Wilbois (SPD).

### Wappen
Die Beschreibung des Wappens lautet:

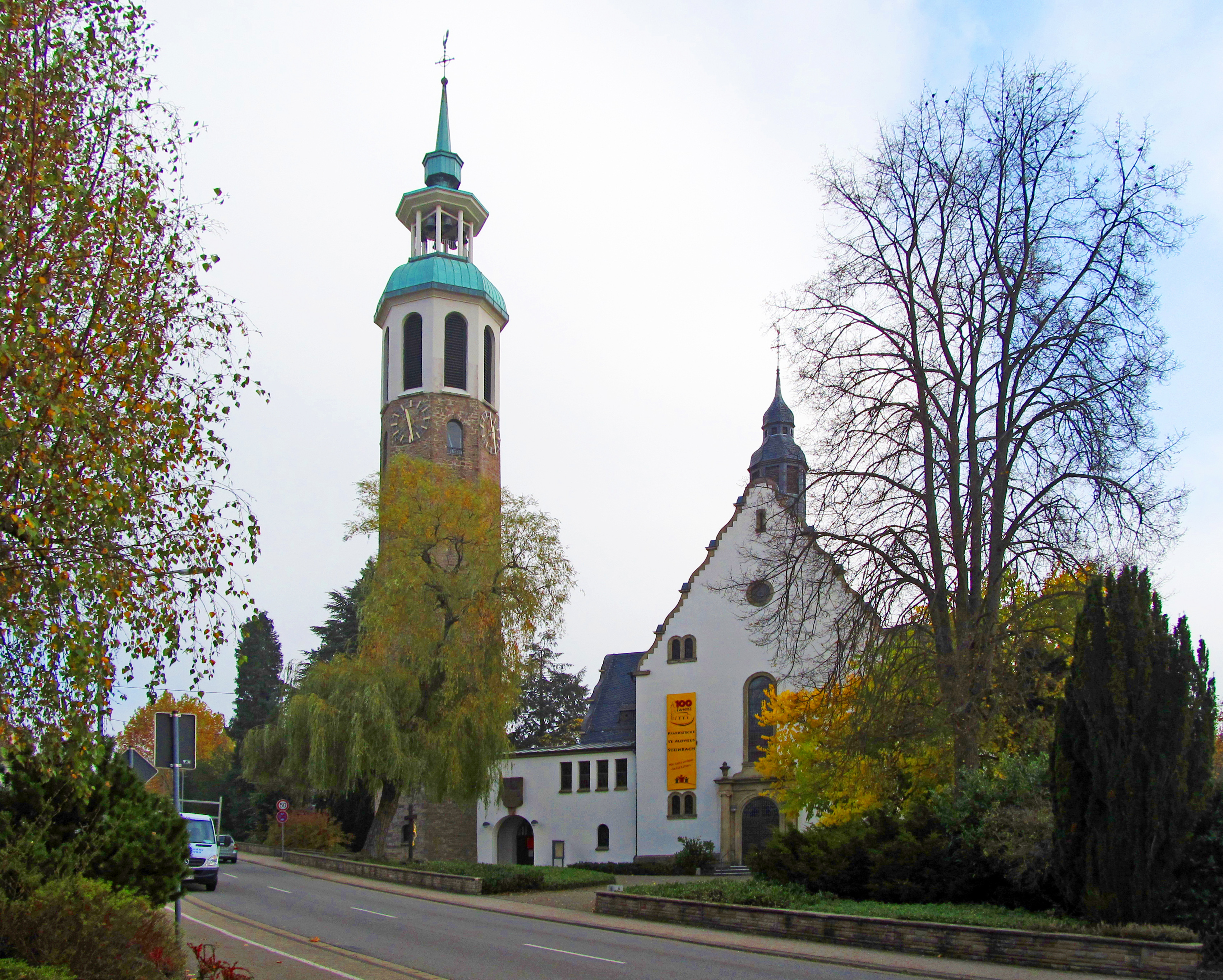
Pfarrkirche St. Aloysius

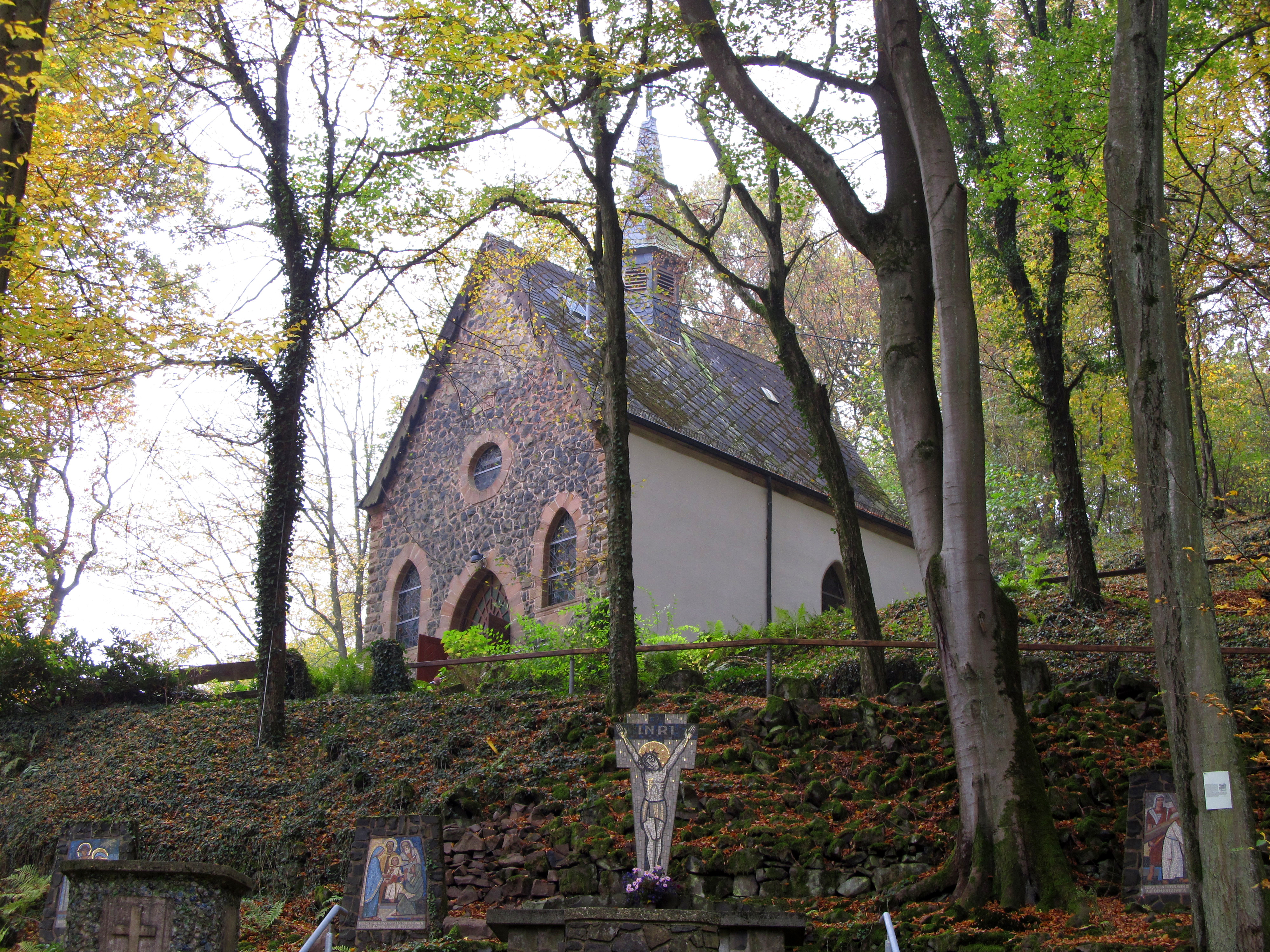
Marienkapelle

Geviert im Wellenschnitt: oben rechts in Rot zwei gekreuzte silberne Spitzhacken, oben links in Gold ein roter Doppelhaken, unten rechts in Silber ein durchgehendes rotes Kreuz, unten links in Rot ein goldenes Doppelkreuz

## Kultur und Sehenswürdigkeiten

### Bauwerke
In Steinbach bzw. auf der Gemarkung Steinbach befinden sich zwei Bauwerke, die in der Denkmalliste des Saarlandes als Einzeldenkmale aufgeführt sind: Die katholische Pfarrkirche St. Aloysius, errichtet nach Plänen von Julius Wirtz in den Jahren 1912 bis 1913, und die katholische Marienkapelle am Berg Höchsten. Die Kapelle, auch Waldkapelle genannt, wurde 1928/29 erbaut und ist Anziehungspunkt für zahlreiche Gäste.

### Grünflächen und Naherholung
Steinbach verfügt über ein Naherholungsgebiet mit Weiheranlage. Dort befinden sich auch Trimmgeräte für Senioren.
Der in eine Hügellandschaft eingebettete Ort ist umgeben von einigen mittleren Erhebungen, die teilweise von Waldflächen bedeckt sind. Durch diese Landschaft führen einige Wanderwege, die von Steinbach ausgehen und sowohl um den Ort herum als auch zu weiteren Wanderwegen der umliegenden Nachbarorte führen.

## Wirtschaft und Infrastruktur
Steinbach hat eine Kultur- und Sporthalle, einen Kindergarten und eine Grundschule.
Über eine in der Nähe von Steinbach gelegene Anschlussstelle ist die Bundesautobahn 1 von Saarbrücken nach Trier/Koblenz zu erreichen. Die Anbindung an den öffentlichen Nahverkehr erfolgt durch die Buslinien 469, 473 und 610 der DB-Regio-Tochter Saar-Pfalz-Bus GmbH.